# Серафимовка (Казахстан)
Серафи́мовка (каз. Серафимовка) — село у складі Зерендинського району Акмолинської області Казахстану. Входить до складу сільського округу Маліка Габдулліна.
Населення — 219 осіб (2021; 235 у 2009, 291 у 1999, 380 у 1989).
Національний склад станом на 1989 рік:
- росіяни — 58 %.